# Guiseley Association Football Club

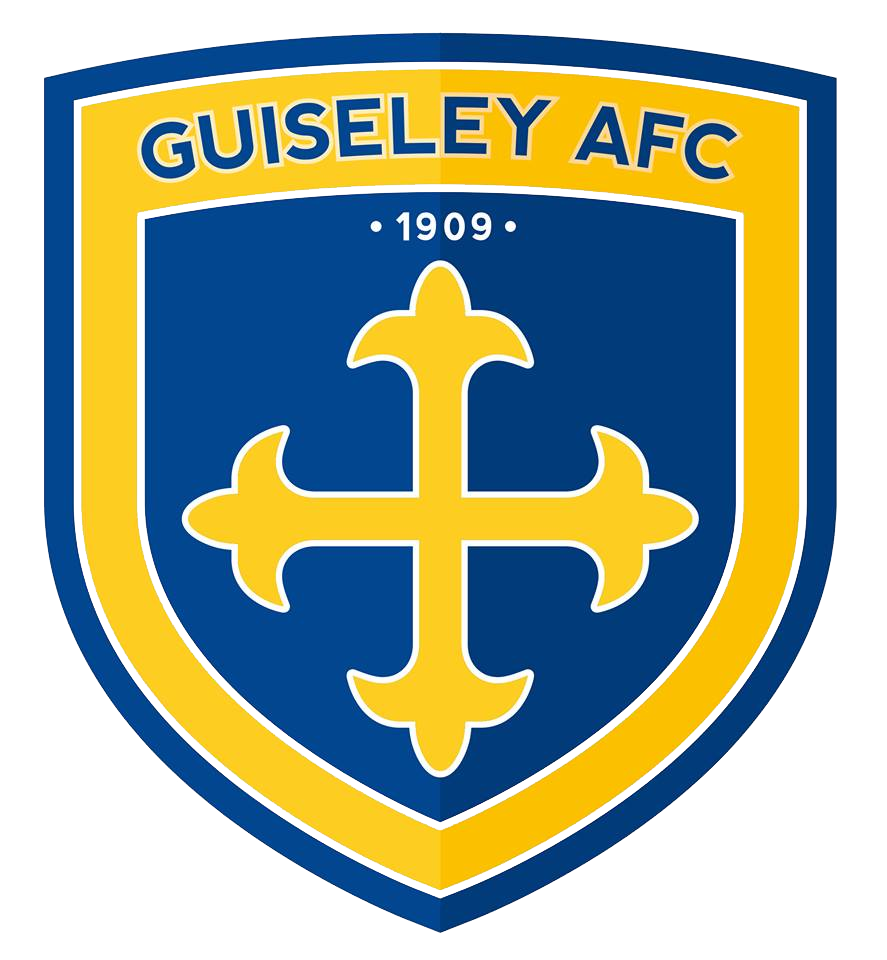
Distintivo do Guiseley

Guiseley Association Football Club é um clube de futebol semiprofissional da Inglaterra, com sede na cidade de Guiseley, em West Yorkshire. Fundado em 1909 (116 anos), disputa a Conferência Nacional, equivalente à quinta divisão do futebol inglês. Tem como estádio o Nethermoor Park, com capacidade para 4 200 torcedores.

## Títulos

### Liga
- Campeonato Inglês Sexta Divisão: 0
  - Vencedores do play-off: 1

2014–15
- Northern Premier League Premier Division [N 1]: 1

2009–10
- Northern Premier League Division One [N 2]: 1

1993–94

### Copa
- Northern Premier League Challenge Cup: 1

2008-09
- Northern Premier League President's Cup: 1

1993-94
- West Riding County Cup: 9

1978–79, 1979–80, 1980–81, 1982–83, 1993–94, 1995–96, 2004–05, 2010–11, 2011–12
Notes
1. ↑  Na época era considerada a sétima divisão do futebol inglês
2. ↑  Na época era considerada a sétima divisão do futebol inglês embora seja uma divisão abaixo da Premier League, na época não havia a National League North/South (atual 6ª divisão), função que era atribuida à NPL Premier Division